# Hemicycla plicaria
La chuganga corrugada (Hemicycla plicaria) es una especie de molusco gasterópodo de la familia Helicidae en el orden de los Stylommatophora.

## Distribución geográfica
Es endémica de Tenerife, en las islas Canarias (España).

## Estado de conservación
Está amenazada de extinción por la destrucción de su hábitat natural.